# 攻撃ヘリコプター
攻撃ヘリコプター（こうげきヘリコプター、Attack helicopter）は、攻撃を専門として設計されたヘリコプター。重機関銃・機関砲に加えてロケット弾や空対地ミサイルを主な装備とし、空対空ミサイルを搭載する場合もある。
なお、汎用ヘリコプターなどに武装を施したものは武装ヘリコプターとして区別されるが、両者をあわせてガンシップと俗称することもある。

## 歴史

### 武装ヘリコプターの登場
1954年、フランス領アルジェリアで民族解放戦線（FLN）およびその軍事部門としての民族解放軍が組織され、独立戦争が始まった。この戦争においてフランス軍はヘリボーン戦術を活用しており、この際の火力支援のため、ヘリコプターの武装化が図られていった。機関銃やロケット弾のほか、対戦車ミサイルの搭載も行われた。またこの試みからやや遅れて、アメリカ陸軍もヘリコプターの武装化についての検討を開始しており、1956年7月には、H-13ヘリコプターに機関銃とロケット弾を搭載しての射撃試験が開始された。これらの検討を経て、1960年5月からは、ヘリコプターを武装化するためのキットの調達が開始された。
この時期、アメリカ合衆国は南ベトナムを支援しての軍事介入を開始しており、1961年12月には陸軍のCH-21輸送ヘリコプターがベトナムに派遣されて、南ベトナム軍部隊を空輸してのヘリボーン作戦が開始された。そしてこれらの輸送ヘリコプターを援護するため、ヘリコプターの武装化が本格的に推進されることになった。1962年春からは、配備されたばかりのHU-1A（後のUH-1A）の武装化が着手され、7月25日には沖縄において15機のUH-1を有する汎用戦術輸送ヘリコプター中隊（Utility Tactical Transport Helicopter Company, UTTHCO）が編成されて、10月9日にはベトナムへと派遣された。この中隊のUH-1は応急的に武装を施されており、また同年11月10日には本格的な武装に対応した艤装が施されたHU-1B（後のUH-1B）の配備も開始された。UH-1Bの兵装は急速に強化されていったが、これは重量の増大を招き、エンジン出力の余力が乏しくなって、輸送任務のUH-1B/Dに追随できないという問題が生じた。これに対し、より大出力のエンジンを搭載するなど動力系統を強化したUH-1Cが開発され、1966年よりベトナムにおいて戦線に投入された。しかしそれでも、より高速のUH-1HやCH-47の配備が進むと再び速力不足が生じたほか、汎用ヘリコプターと共通の胴体設計であるために、装甲不足や大きな前面面積なども問題となった。

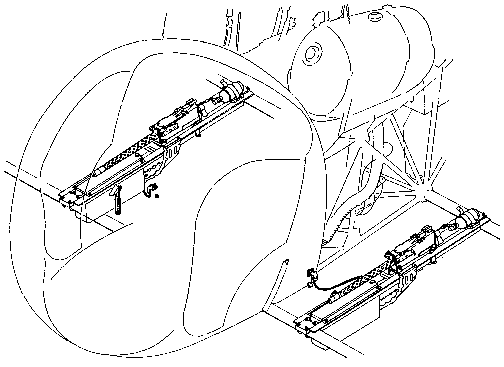
OH-13へのM37C 7.62mm機関銃2丁の搭載例
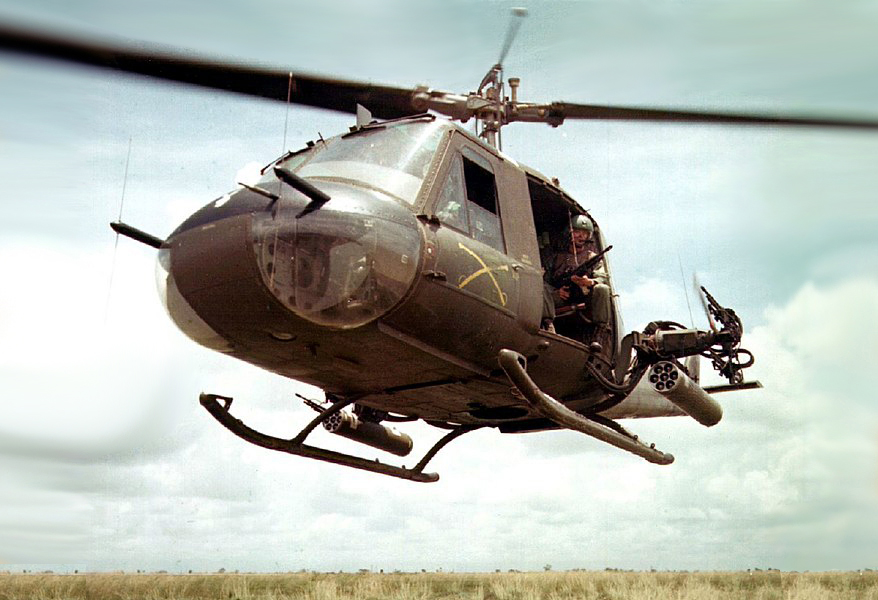
7.62mm機銃4挺とロケット弾14発を搭載したUH-1B
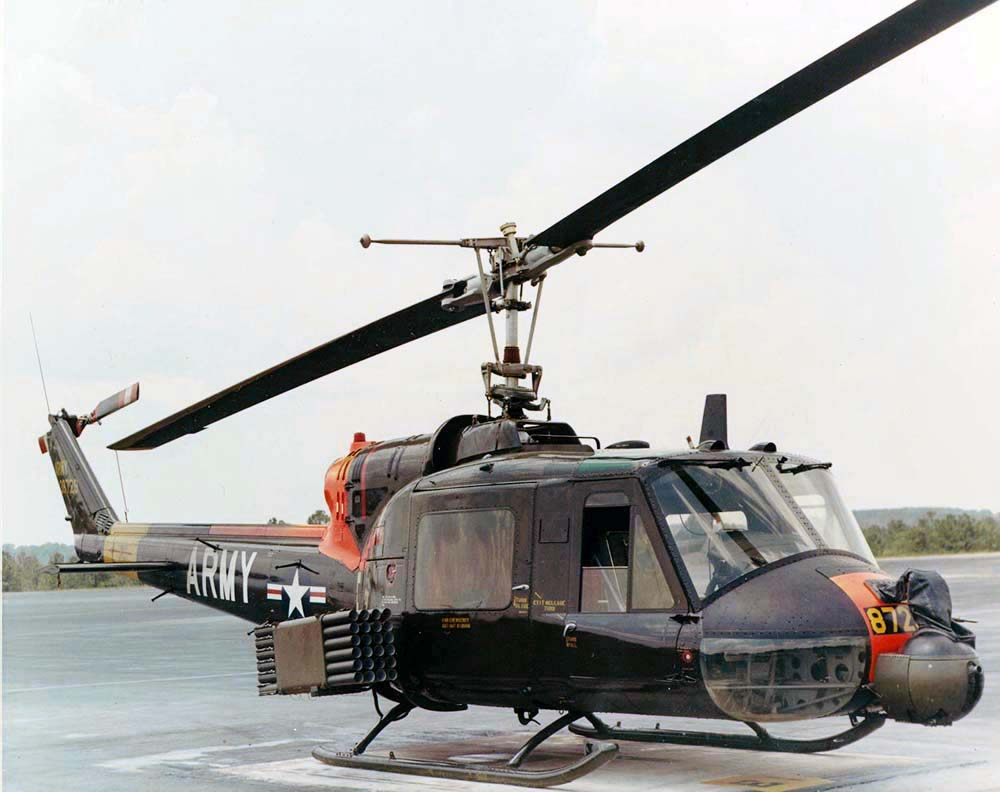
機首に擲弾発射器、両舷にロケット弾48発を搭載したUH-1B

### 攻撃ヘリコプターの登場
上記のように、アメリカ陸軍はまず汎用ヘリコプターを元にした武装化を進めていったが、様々な限界に直面しており、専用に設計された攻撃ヘリコプターが志向されることになった。UH-1のメーカーであるベル社は独自に攻撃ヘリコプターの開発を進めており、1962年には、UH-1を元にしたモックアップとしてD225「イロコイ・ウォリア」を完成させた。続いてH-13を改造した実験機としてベル 207「スー・スカウト」が制作され、1963年より試験飛行を開始した。これらはいずれも、コックピットをタンデム式とすることで胴体幅を狭めて前面面積を縮小し、機首下面にターレットを備え、また兵装搭載用を兼ねたスタブウィングを備えるといった配置を採用していたが、これらの特徴は、以後の攻撃ヘリコプターの多くで踏襲されていくことになった。
ベル社では、UH-1Cをベースにこれらの成果を反映した攻撃ヘリコプターとしてモデル209を開発し、1965年9月に初飛行させた。1966年4月、これはAH-1Gとしてアメリカ陸軍に採用され、1967年8月よりベトナムに展開した。AH-1Gはただちにベトナム戦争に投入することを前提に開発されたこともあって、武器システムは基本的にUH-1Cのものを踏襲し、7.62mm機銃や擲弾発射器、ロケット弾など対人・対軽装甲兵器が主眼となっていた。しかしアメリカ陸軍は、既にUH-1BでBGM-71 TOW対戦車ミサイルの運用に着手し、ベトナム戦争末期に登場したベトナム人民軍の装甲部隊に対して実戦投入していたこともあって、1973年にはAH-1GにTOWの運用能力を付与したAH-1Qを採用し、1977年にはAH-1Qのエンジンを強化したAH-1Sを導入した。

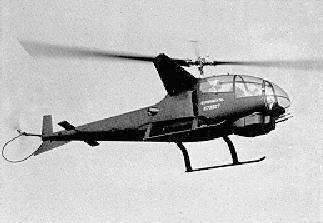
ベル 207「スー・スカウト」
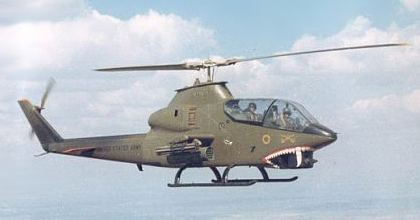
AH-1G（アメリカ陸軍機）
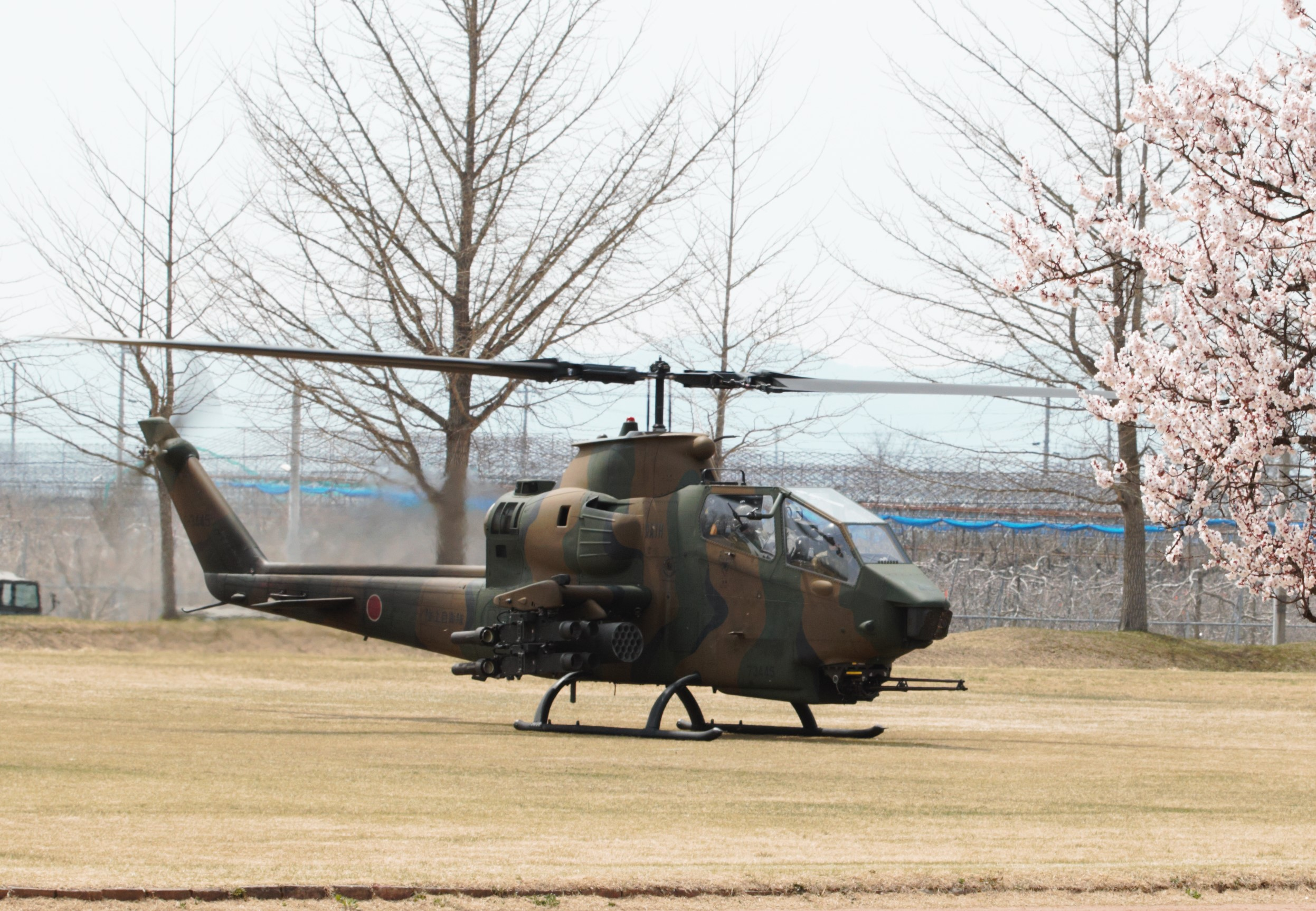
AH-1S（陸上自衛隊機）

### 攻撃ヘリコプターの発達
ソビエト連邦も1960年代中盤より攻撃ヘリコプターの開発に着手しており、1972年にMi-24として結実した。これはMi-8をベースとしているため兵員室を備え西側の攻撃ヘリコプターよりも大型で多用途に使用できる。ただしアフガニスタン紛争では攻撃ヘリコプターの所要に対してMi-24の機数が足りなかったこともあり、Mi-8を元にした武装ヘリコプターも広く用いられた。その後、兵員輸送能力を省き、空対空ミサイルを発射できる次世代攻撃ヘリコプターが開発され、Ka-50およびMi-28が実用化された。ただしアフガニスタンでは、スティンガーを筆頭とする携帯式防空ミサイルシステム（MANPADS）が大規模に実戦投入されたことで、ヘリコプターに少なからぬ損害が出ただけでなく行動が大きく掣肘され、その限界も明らかになった。
アメリカ軍は、前述のAH-1シリーズの改良をすすめるのと並行して、1972年からはその後継機のためのAAH (Advanced Attack Helicopter) 計画をスタートさせており、1982年にはこれに基づいて開発されたAH-64 アパッチの生産が承認された。同機は主要部であれば23mm焼夷弾に耐える抗堪性に優れた新設計の双発機で、搭載された最新鋭のヘルファイア対戦車ミサイルは後にAH-1Wにも搭載された。このような本格的な攻撃ヘリの出現もあって、ヘリコプターは対戦車部隊として本格的に独立して運用された。また、エアランド・バトルで重視された機動打撃の一翼を担うことが構想され、湾岸戦争では開戦第一撃を担当した。
一方、ヨーロッパ諸国では専用の攻撃ヘリコプターはなかなか開発されずに、汎用ヘリコプターに対戦車ミサイルを搭載して武装ヘリコプターとして運用する期間が長く、イギリス陸軍はリンクス、フランス陸軍はガゼル、西ドイツ陸軍はPAH-1を運用していた。その後、ヨーロッパ初の攻撃ヘリコプターとしてイタリアでA129 マングスタが開発されて、1983年に初飛行した。またフランスとドイツは、それぞれの武装ヘリコプターの後継機を共同で開発することとして、ティーガーを実用化した。
一方、任務の性質上低空を飛行することから、歩兵が携行できる対空ミサイルの発展により撃墜される危険が上昇したことや無人航空機の高性能化などにより、攻撃ヘリコプターを無人攻撃機に代替する動きもある。

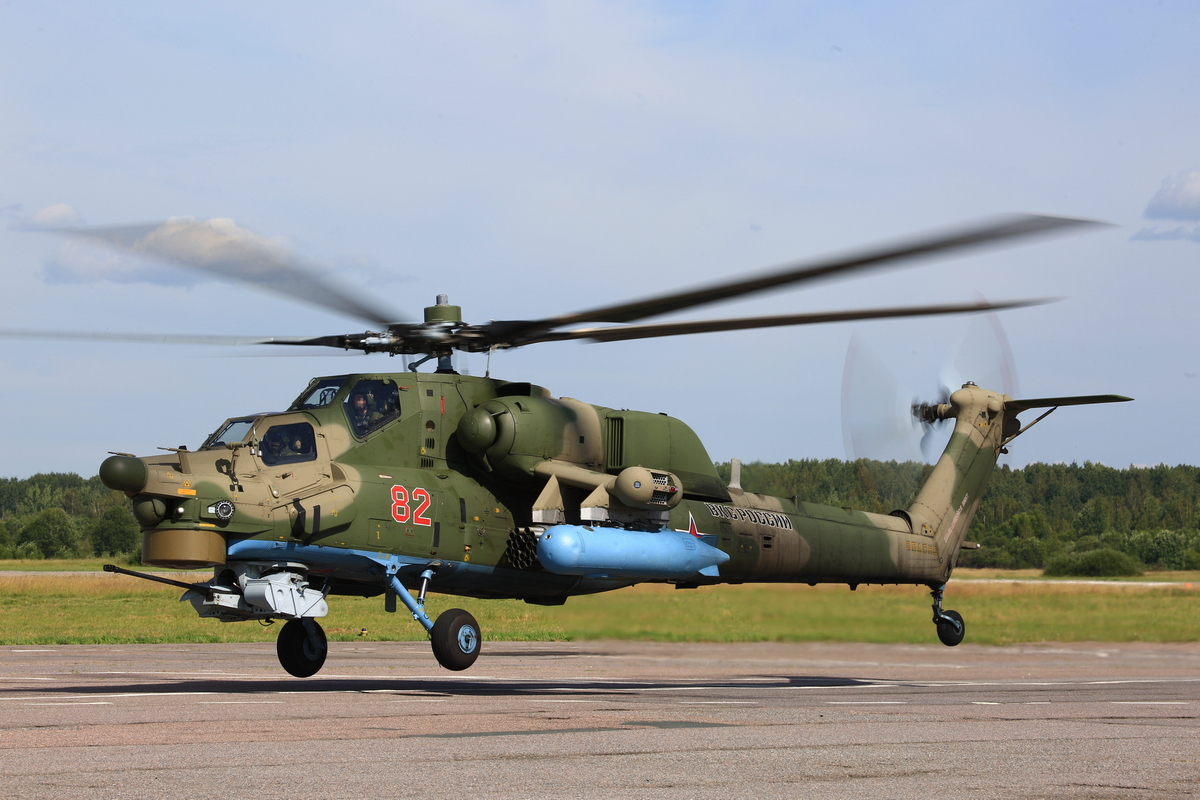
Mi-28（ロシア空軍）
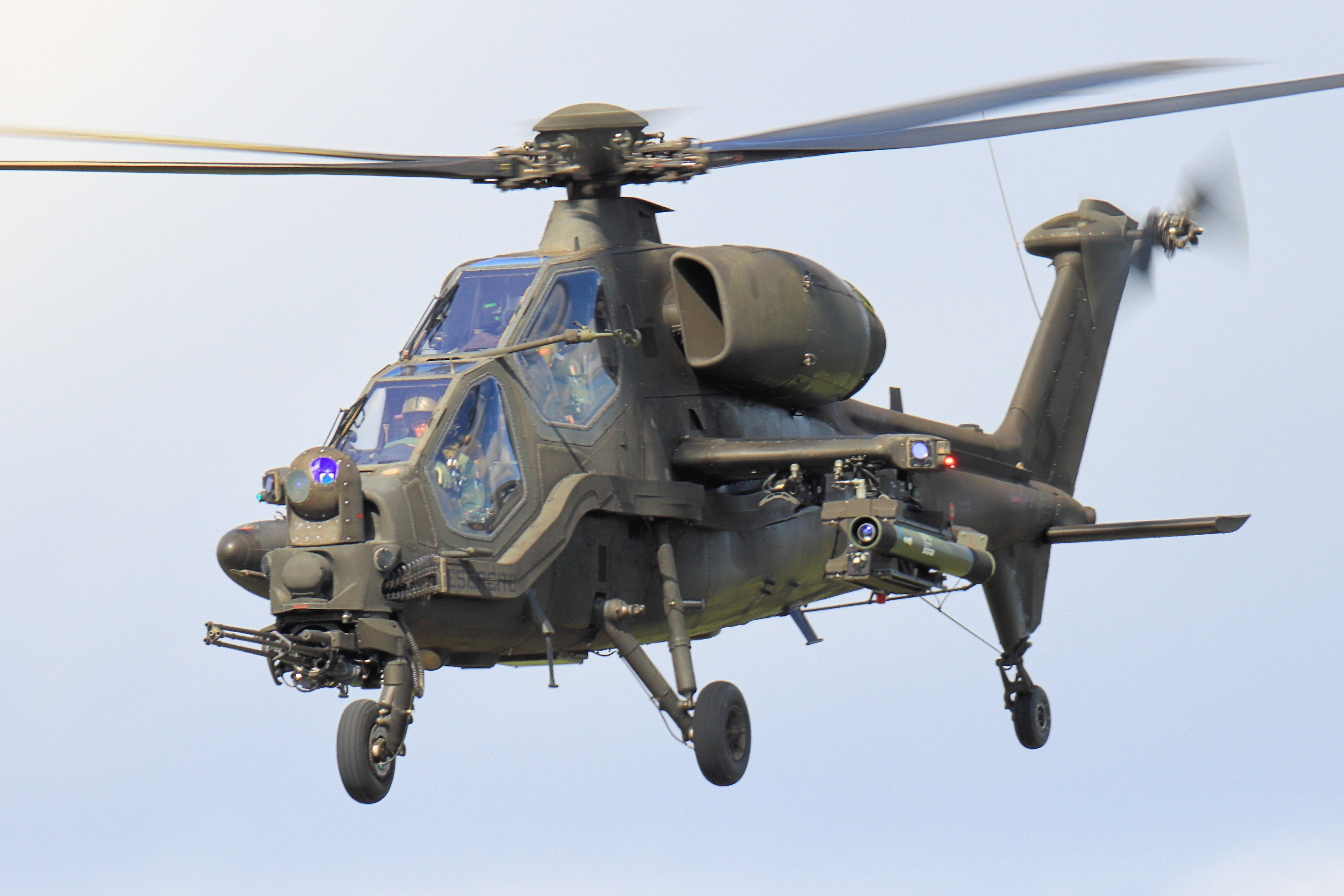
A129 マングスタ（イタリア軍機）
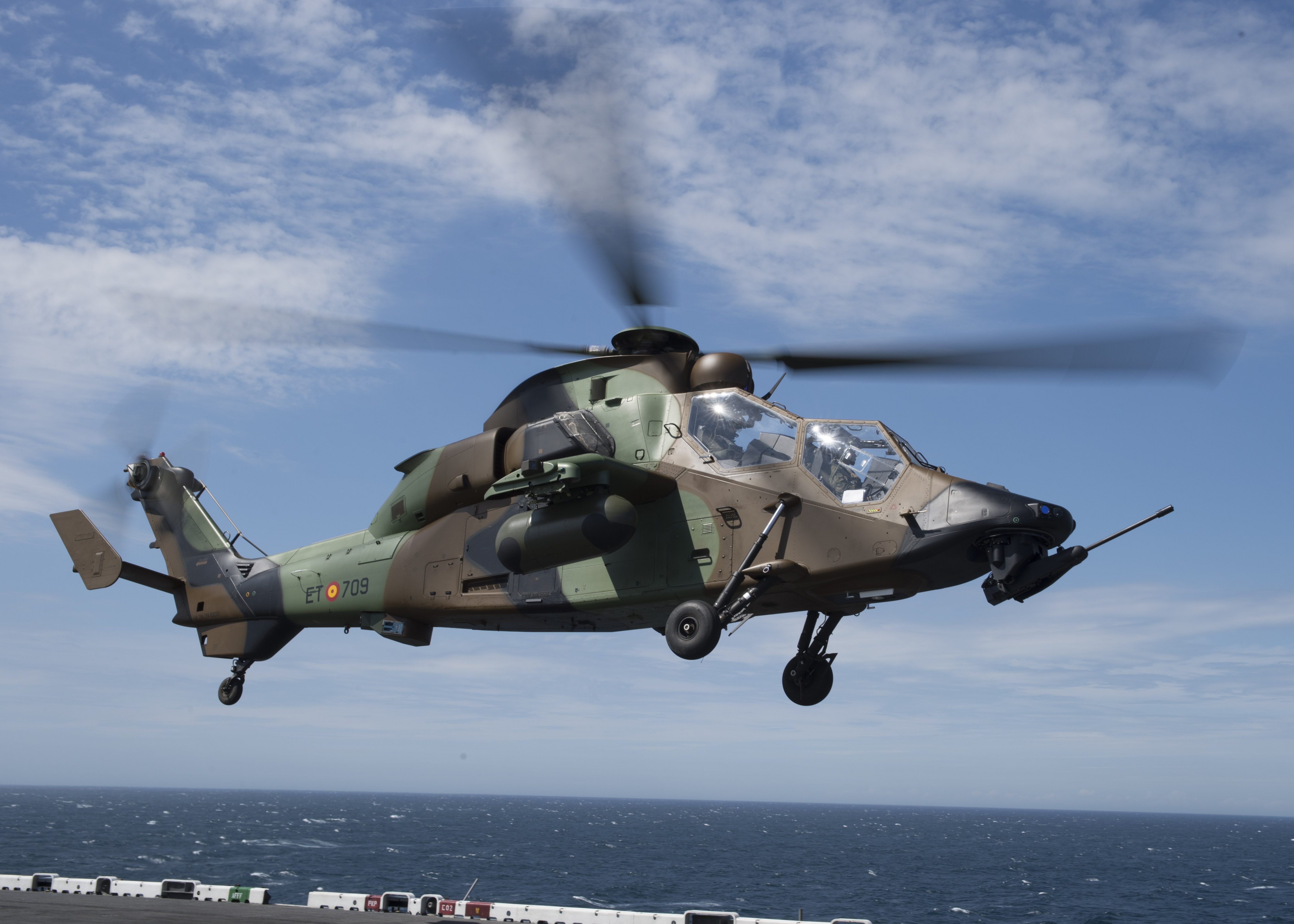
ティーガー（スペイン陸軍機）

## 代表的な機種
- アメリカ合衆国
  - ベル AH-1 コブラ
  - ベル AH-1W スーパーコブラ
  - ベル AH-1Z ヴァイパー
  - マクドネル・ダグラス[注 2] AH-64 アパッチ
  - マクドネル・ダグラス[注 2] AH-64D アパッチ・ロングボウ
- イギリス
  - アグスタウェストランド WAH-64 アパッチ
- イタリア
  - アグスタ A129 マングスタ
  - レオナルド[注 3] AW249
- イラン
  - IAIO Toufan Ⅰ/Ⅱ
- インド
  - HAL プラチャンド
  - HAL ルドラ
- 韓国
  - KAI LAH

- ソビエト連邦/ ロシア
  - ミル Mi-24（ハインド[注 4]）
  - ミル Mi-28（ハヴォック[注 4]）
  - カモフ Ka-52 アリガートル
  - カモフ Ka-54
- 中国
  - CHAIC Z-10
  - HAIG Z-19
- ドイツ/ フランス
  - ユーロコプター ティーガー
- トルコ
  - TAI T129 ATAK
- 南アフリカ共和国
  - デネル AH-2 ローイファルク